# Claudio Fernández Vigil de Quiñones
Claudio Fernández Vigil de Quiñones (León, c. 1515 – Trento, Italia, 28 de diciembre de 1563), funcionario, embajador, humanista y noble español que ostentó el título de IV conde de Luna.

## Biografía
Nació en la ciudad de León hacia el año 1514, siendo hijo primogénito de Francisco Fernández de Quiñones, III conde de Luna, y de María de Mendoza. Francisco murió cuando él tenía tan solo 14 años, por lo que a partir de entonces quedó al cuidado de su madre y del doctor Gaspar de Navarrete. De acuerdo a un monje de San Claudio de León, se interesó mucho en la matemática, la astrología y las artes liberales, aunque también pensó proyectar su influencia en la Corte, ya que «en creciendo siempre le ocuparon los reyes».
Intervino activamente en las campañas imperiales de Carlos I de España, enrolandose en 1535 en el ejército con destino a la Goleta y Túnez y luego participando en la jornada de Argel (1541). Estuvo presente, además, en justas y torneos tenidos lugar en Valladolid (1537), Praga (1548) y Milán (1549), siempre acompañando al príncipe Felipe. Asimismo, desempeñó ciertos cargos políticos: procurador por Toledo en las Cortes de 1538 y corregidor de la ciudad de León en 1544.
En 1556, desde Bruselas, Felipe II le confió el cargo de embajador ante la Corte imperial, por un tiempo de no especificado y facultado para dos tareas concretas: primero, facilitar e intervenir en la designación de los altos funcionarios de la casa de la reina María, hermana del monarca español, y segundo, informar sobre la posición política y religiosa de los príncipes electores del Sacro Imperio con respecto al movimiento protestante. A finales de 1558, el IV conde de Luna ya se encuentra en tierras germánicas para cumplir con su cometido.
A lo largo de sus cinco años en la embajada imperial, Claudio intervino también en otros varios asuntos. Así, apoyó al cardenal de Augusta para influir ante el rey francés y recuperar la plaza de Metz, se introdujo en la cuestión de Génova y el marqués del Final que amenazaba con causar perjuicios a España en Milán, y pidió al emperador Fernando I —con quien mantenía excelentes relaciones— que le concediese a Felipe II el vicariato de Italia. Todas sus gestiones fueron facilitadas gracias al apoyo de numerosas personalidades: desde el emperador, pasando por la reina María, el doctor Seld (del Consejo imperial), el cardenal de Augusta, el secretario Çinque Moser, el gentilhombre Pedro de Guzmán, el capitán Escobedo, el embajador veneciano Jacome de Soranzo, los Fúcar y demás personas «que tienen buena inteligencia en las cosas de allí». Además, escribe constantemente a Felipe II reclamando su presencia en los asuntos de la casa solariega y comunicándole que durante el tiempo de su embajada en el Imperio había acumulado una deuda de «veinticuatro mil scudos».
El 20 de octubre de 1562 fue nombrado, de una lista de quince personas, como embajador en el concilio de Trento, y poco después el servidor real Martín de Gatzelu le hizo entrega de su designación y las cartas credenciales con las instrucciones pertinentes. Llegó a la ciudad de Trento el 13 de abril de 1563 y el 21 de mayo se presentó de manera oficial en la Asamblea General Conciliar.
Desde octubre de 1562 hasta mayo de 1563 desempeñó su cargo de embajador a través de Pagnano, secretario del marqués de Pescara, gobernador de Milán y embajador sustituto en el concilio; del ya citado Martín de Gaztelu y de Juan de Neyra, su secretario personal. Este retraso en la incorporación a sus nuevas tareas diplomáticas se debió, sobre todo, a la necesidad de encontrar una solución para:
1. La cuestión de precedencia entre el embajador de España y el de Francia, ante la cual Claudio consiguió ser nombrado embajador del Imperio.
2. La declaración de la continuidad o no del concilio ahora convocado con las etapas conciliares anteriores.
3. La cláusula proponentibus legatis, que limitaba la libertad de los miembros conciliares en su capacidad de presentar propuestas ante las comisiones y la Asamblea, en beneficio exclusivo de los legados.

Murió el 28 de diciembre de 1563, tras lo cual se hizo un inventario de sus bienes tanto en León como en Trento. En el primero de ellos, aparecían libros de clásicos latinos como Cicerón, Salustio, Tito Livio, Virgilio, además de obras de entretenimiento, caballería y de devoción cristiana, mientras que en el segundo abundaban las obras de carácter teológico de temas relacionados con los asuntos tratados en el concilio, tanto de autores imperiales como españoles.

## Matrimonio y descendencia
Contrajo matrimonio en 1533 con Catalina de Pimentel, hija de Alonso Pimentel y Pacheco, II duque de Benavente, con la que tuvo a Luis Fernández de Quiñones, que lo sucedió como V conde de Luna. Aquella murió en 1549, por lo que seis años después Claudio casó en segundas nupcias con Francisca de la Cueva, hija de Beltrán II de la Cueva y Toledo, duque de Alburquerque.